# Liste des lieux patrimoniaux des comtés unis de Prescott et Russell
Cet article recense les lieux patrimoniaux des comtés unis de Prescott et Russell inscrits au répertoire des lieux patrimoniaux du Canada, qu'ils soient de niveau provincial, fédéral ou municipal.

## Liste
- Haut – A
- B
- C
- D
- E
- F
- G
- H
- I
- J
- K
- L
- M
- N
- O
- P
- Q
- R
- S
- T
- U
- V
- W
- X
- Y
- Z

| [ 1 ] | Lieu patrimonial               | Illustration                   | Municipalité   | Adresse                 | Coordonnées      | No    | Constr. | Prot.                                    | Rec. | Notes |
| ----- | ------------------------------ | ------------------------------ | -------------- | ----------------------- | ---------------- | ----- | ------- | ---------------------------------------- | ---- | ----- |
| F     | Gare de Casselman              | Gare de Casselman              | Casselman      | 66, St. Joseph          | 45.312 -75.087   | 4621  | 1939    | GFP                                      | 1994 |       |
| M     | L'Orignal Court House and Jail | L'Orignal Court House and Jail | Champlain      | 59, Court Street        | 45.6184 -74.6898 | 15467 | 1825    | Municipal Heritage Designation (Part IV) | 2007 |       |
| F     | Maison Macdonell-Williamson    | Maison Macdonell-Williamson    | Hawkesbury Est | 25 chemin des Outaouais | 45.5635 -74.3837 | 12070 | 1819    | LHN                                      | 1969 |       |